# Torre de Cerrillos
La torre de Cerrillos és una torre de guaita situada entre els municipis d'El Ejido i Roquetas de Mar, dins del Paratge Natural de Punta Entinas-Sabinar. Catalogada amb el número AL-CAS-174.

## Història
Al segle xiv Yusuf I va fortificar la costa del Regne Nassarita de Granada per a protegir-la de la pirateria; així, sota la direcció del seu visir Abu al-Nuayn Ridwan (mandat que va ostentar des de 1329 a 1359), es van construir una sèrie de torres al llarg de la costa del regne, entre les quals es troben, a més de la Torre de Cerrillos, la dels Bajos i la de les Roquetas, també situades a Roquetas de Mar. La torre original d'origen àrab datava del segle xiv. L'actual és una torre almenara edificada a la fi del segle xvi durant el regnat de Felip II, per a protegir la costa dels freqüents atacs de pirates barbarescos. Va ser construïda a la vora de la mar en maçoneria aparellada, d'escassa capacitat, per a dos o tres homes, prou per a fer la guàrdia i donar l'alarma. La seva ubicació respon a la necessitat de disposar de visibilitat per a les fogueres i comunicar-se entre les diferents torres per mitjà de 'genets de drecera' cada dia.
Va ser la primera fita quan la partió després de la separació de Roquetas de Mar del municipi de Felix al segle xviii. Mapes d'aquell temps i actes capitulars del segle XIX la situen dins del nou municipi de Roquetas, d'altra banda també se li situa dins del terme municipal d'El Ejido en sengles documents, encara no està molt ben definit a quin terme pertany, però actualment es considera que està situada entre els municipis d'El Ejido i Roquetas de Mar.

## Protecció legal
Està catalogada com a Bé d'Interès Cultural des del 22 de juny de 1993 amb la categoria de Monument amb el codi RI-51-0007478. Es troba sota la protecció de la Declaració genèrica del Decret de 22 d'abril de 1949 i la Llei 16/1985 de 25 de juny (BOE número 155 de 29 de juny de 1985) sobre el Patrimoni Històric Espanyol. La Junta d'Andalusia va atorgar un reconeixement especial als castells de la Comunitat Autònoma d'Andalusia en 1993.
De lliure accés, el seu estat és de ruïna progressiva i abandó per part de les administracions públiques, com han posat de manifest diverses associacions i partits polítics, necessitant una actuació urgent per a garantir la seva estabilitat i evitar el risc de despreniments d'elements de la torre.